# Liga Independente das Escolas de Samba do Grupo Especial (Vitória)
Liga Independente das Escolas de Samba do Grupo Especial (LIESGE) é a principal liga carnavalesca que organiza o Carnaval de Vitória, do Espírito Santo, Brasil. 

## História

### Fundação
Anteriormente, a LIESES geria 14 escolas, tanto do Grupo Especial como o Grupo de Acesso, porém, Rogério Sarmento, na época presidente da LIESES, pensou que talvez fosse ideal a criação de uma segunda liga, para gerir o Grupo Especial de forma separada do Grupo de Acesso.
Em 16 de maio de 2017, seguindo o formato que gerou a LIESA no Rio de Janeiro, foi fundada a LIESGE, com o objetivo de administrar os interesses das escolas que estivessem na primeira divisão do Carnaval de Vitória.  A fundação da LIESGE contou com as escolas que desfilaram no carnaval 2017 no Grupo Especial. As fundadoras, foram, portanto: MUG, Jucutuquara, Boa Vista, Piedade e Pega no Samba e Andaraí.  Sendo assim, a partir de 2018, a primeira divisão passou a ter 7 escolas de samba, enquanto a segunda divisão (Grupo A), organizada pela LIESES, também contava com outras sete agremiações.
Ainda em 2018, foi criada ainda a FECAPES, as escolas de samba Mocidade da Praia, Império de Fátima, União Jovem de Itacibá, Independente de Eucalipto e Mocidade Serrana. A FECAPES organizaria um desfile para as escolas de samba que até então estavam inativas, no domingo, após o sábado do Grupo Especial, a ideia seguiu e então mais uma divisão surgiu, o Grupo de Acesso foi dividido em A e B, sendo assim, o Grupo Especial era comandado pela LIESGE, o Grupo de Acesso A pela LIESES, e o Grupo de Acesso B pela FECAPES. Atualmente a FECAPES é dependente da LIESES, sendo assim, os Grupos de Acesso no geral, são geridos pela LIESES.  

### Antecedentes
A primeira entidade representativa das escolas de samba capixabas foi a União das Batucadas, fundada na década de 1940, quando ainda não havia escolas de samba no estado. Durante a década de 1950, nasce a primeira escola de samba, e com isto, em 1956, a União das Batucadas modificou seu nome para UBES
Posteriormente, existiram outras entidades, tais como a ACES - Associação Capixaba das Escolas de Samba - fundada em 1985;  e a UESES - União das Escolas de Samba do Espírito Santo - fundada em 1991.
Em 23 de março de 2001, foi fundada a LICES - Liga Capixaba de Escolas de Samba, que a partir de 2007 mudou seu nome para LIESES - Liga Espírito-santense de Escolas de Samba. A LIESES comandou sozinha por onze anos todos os desfiles do Carnaval de Vitória.
Em 2009, as escolas do Grupo de Acesso foram reunidas às do Especial, e houve apenas uma divisão no Carnaval daquele ano, e do ano seguinte. A partir de 2011 o desfile voltou a ser dividido em dois grupos e foi definido que as escolas do grupo de Acesso desfilariam na noite de quinta-feira e as do Especial nas noites de sexta-feira e sábado da semana anterior ao feriado nacional do carnaval.
Ainda naquele ano, outras três escolas de samba, passaram a pleitear junto à LIESES suas filiações: antiga Arco-Íris de Vila Velha, a União Jovem de Itacibá, de Cariacica, e a Acadêmicos da Barra, de Terra Vermelha, também em Vila Velha.
Depois do carnaval 2012, Rogério Sarmento foi reeleito para mais um mandato à frente da liga, apresentando, entre os seus projetos, a construção do "Anexo do Samba", que seria uma espécie de Cidade do Samba de Vitória.
Na ordem de desfile para o carnaval 2013, quatro escolas que apresentaram condições financeiras desfavóraveis, acabaram desfilando na sexta, junto com a escola recém promovida. Para 2014, foi aprovada novamente a divisão do Carnaval em três grupos, onde apenas as cinco primeiras agremiações permaneceriam no grupo principal.

## Presidentes
| Presidente               | Vice-Presidente  | Período   | Ref.   |
| ------------------------ | ---------------- | --------- | ------ |
| Rogério Sarmento         |                  | 2017-2019 | [ 15 ] |
| Edvaldo Texeira da Silva |                  | 2019-2021 |        |
| Edson Neto               | Emerson Xumbrega | 2021-2028 | [ 15 ] |

## Escolas atuais

### Escolas atualmente filiadas a LIESGE
|   | Escola                    | Cidade     | Titulos |
| - | ------------------------- | ---------- | ------- |
| 1 | Imperatriz do Forte       | Vitória    |         |
| 2 | Chegou o Que Faltava      | Vitória    |         |
| 3 | Unidos de Jucutuquara     | Vitória    | 7       |
| 4 | Novo Império              | Vitória    | 7       |
| 5 | Unidos da Piedade         | Vitória    | 14      |
| 6 | Mocidade Unida da Glória  | Vila Velha | 9       |
| 7 | Independente de Boa Vista | Cariacica  | 7       |

## Campeãs do Grupo Especial
| Ano  | Nome                      | Enredo | Vice-Campeã               | Ref.   |
| ---- | ------------------------- | --- | ------------------------- | ------ |
| 2017 | Independente de Boa Vista | Sob a luz do luar, guiada pelas estrelas... Boa Vista em alma cigana, optcha!                                      | Mocidade Unida da Glória  | [ 16 ] |
| 2018 | Mocidade Unida da Glória  | Entre confetes e serpentinas, uma paixão sem igual… Olhares que se cruzam, bocas que se beijam… Amores de carnaval | Independente de Boa Vista |        |
| 2019 | Independente de Boa Vista | PRF: 90 anos de histórias dos anjos do asfalto                                                                     | Mocidade Unida da Glória  | [ 17 ] |
| 2020 | Independente de Boa Vista | O voo da Águia anuncia: A festa é boa, pode chegar. Ao som de uma linda sinfonia, a música capixaba celebrar!      | Mocidade Unida da Glória  | [ 18 ] |
| 2022 | Novo Império              | Santo Antônio, Olhai por Nós!                                                                                      | Mocidade Unida da Glória  | [ 19 ] |
| 2023 | Mocidade Unida da Glória  | A Caminho das Terras do Sol Poente                                                                                 | Unidos de Jucutuquara     | [ 20 ] |
| 2024 | Mocidade Unida da Glória  | Massena: Um Olhar em Aquarela                                                                                      | Independente de Boa Vista | [ 21 ] |